# 郑良玉
郑良玉（1934年—），男，原籍浙江吴兴，生于上海，中华人民共和国政治人物。

## 生平
早年毕业于中国人民大学历史系，后进入上海复旦大学深造，此后担任江苏省人民政府外事办公室主任。1985年，担任中共江苏徐州市委书记。1990年，担任深圳市人民政府市长。1992年，由於深圳證券交易所發生810新股抽籤事件，辭去市長一職，改任江西省人民政府副省长。1995年，任江西省人大常委会副主任。